# Montasola
Montasola es una localidad italiana de la provincia de Rieti, región de Lacio, con 409 habitantes.

## Evolución demográfica
| Gráfica de evolución demográfica de Montasola entre 1861 y 2001 |
|                                                                 |
| Fuente ISTAT - Elaboración gráfica por parte de Wikipedia       |